# Centzonmimixcoa
I Centzonmimixcoa (o Centzon Mimixcoa) sono, nella mitologia azteca, i "quattrocento simili a Mixcoatl", dèi delle stelle del nord.
I corrispondenti dei aztechi delle stelle del sud sono i Centzonuitznaua.
Secondo il Manoscritto del 1558, sezione 6, queste 400 'Nuvole-Serpente' furono uccise e trasformate in stelle durante un'imboscata organizzata da:
- Quauhtli-icohuauh ('Gemello dell'aquila') "nascosto in un albero";
- Mix-coatl ('Nuvola Serpente') "nascosto nella terra";
- Tlo-tepetl ('Montagna Falco') "nascosto in una collina";
- Apan-teuctli ('Signore del Fiume') "nascosto nell'acqua";
- la sorella, Cuetlach-cihuatl, "nascosta nel campo del gioco della palla".

In questa imboscata i 5 uccisero i 400.